# Harry Lundin
Erik Harry Lundin, född 19 juli 1896 i Hedvig Eleonora församling i Stockholm, död 24 mars 1973 i Västerleds församling i Stockholm, var en svensk kemist.
Efter studentexamen vid Norra Real i Stockholm 1915 började han på Kungliga Tekniska Högskolan i Stockholm hösten 1916, där han i maj 1919 avlade avgångsexamen vid fackavdelningen för kemi och kemisk teknologi.
Lundin anställdes 1919 vid Stockholms Bryggeriers centrallaboratorium, som hade grundats året innan på initiativ av företagets chef Bertil Almgren. Centrallaboratoriet var inledningsvis tänkt att ägna sig åt driftskontroll av företagets olika bryggerier och att utnyttja vetenskaplig metodik för att förbättra bryggeriprocessen. Centrallaboratoriet kom dock att få en roll i att utöka företagets verksamhet till andra produkter baserade på jäsning, där Lundin spelade den centrala rollen, och verksamheten resulterade senare i Kärnbolaget. De första produkterna var olika typer industrihjälpmedel, och därefter inriktade man sig på framställning av vitaminpreparat. Det första blev ett B-vitaminpreparat avsett för djur, framställt ur överskottsjäst, som lanserades 1929. Ett B-vitaminpreparat för människor följde 1936 och ett C-vitaminpreparat framställt ur nypon 1937.
Lundin avlade doktorsexamen vid Yale University 1927, och var från 1932 lärare i jäsningslära vid Kungliga Tekniska högskolan. Han blev senare professor i livsmedelskemi vid samma läroanstalt.
Lundin invaldes 1941 som ledamot av Ingenjörsvetenskapsakademien och Lantbruksakademien. 1956 belönades han med KTH:s stora pris. 1958 blev han ledamot av Kungliga Vetenskapsakademien.

## Familj
Lundin var son till byggmästaren Erik Lundin och Hedvig, född Steberg. Han var från 1927 gift med Maria, född von Wagner. Bland deras barn märks industrimannen Adolf Lundin och chefen för KSI Bertil Lundin. Harry Lundin är gravsatt i minneslunden på Råcksta begravningsplats.